# 青春の蹉跌
『青春の蹉跌』（せいしゅんのさてつ）は、石川達三の中編小説。またそれを原作とし神代辰巳が監督した日本映画である。

## 概要
1968年4月から9月まで『毎日新聞』に連載され、同年に新潮社から単行本化されると、ベストセラーとなった。のち新潮文庫版が刊行され、「新潮文庫の100冊」にも入って長く読み継がれた。「蹉跌」というのは「つまずく」ということから「物事がうまく進まず、 しくじること。挫折」を意味する。
セオドア・ドライサーの『アメリカの悲劇』に似ていると言われるが、1966年に佐賀県の天山で起きた事件をモデルとしたとされる。
70年安保終焉の虚無感、青春の情熱、孤独、焦燥を描いている。

## 映画
ロマンポルノの鬼才・神代辰巳による初の一般映画作品。撮影は数々の日活作品でコンビを組んできた姫田真佐久、脚本に『濡れた荒野を走れ』の長谷川和彦、音楽に井上堯之という当時人気絶頂にあった主演・萩原健一の意向が反映された布陣で制作された。
日ソ合作の大作『モスクワわが愛』の併映ながら、斬新な神代演出と時代の閉塞感を体現した萩原・桃井の演技により多くの支持を集め、同年の第48回キネマ旬報ベスト・テンで日本映画第4位となり、萩原は同誌の最優秀主演男優賞を受賞した。

### あらすじ
A大学法学部に通う江藤賢一郎は、学生運動をキッパリと止め、アメリカンフットボールの選手として活躍する一方、伯父・田中栄介の援助をうけてはいるが、大橋登美子の家庭教師をしながら小遣い銭を作っていた。やがて、賢一郎はフットボール部を退部、司法試験に専念した。登美子が短大に合格、合格祝いにと賢一郎をスキーに誘った。ゲレンデに着いた2人、まるで滑れない賢一郎を背負い滑っていく登美子。その夜、燃え上がるいろりの炎に映えて、不器用で性急な2人の抱擁が続いた。
賢一郎は母の悦子と共に成城の伯父の家に招待された。晩餐の席、娘・康子と久しぶりに話をする賢一郎。第一次司法試験にパスした賢一郎が登美子とともに歩行者天国を散歩中、数人のヒッピーにからまれている康子を救出したことから、2人は急速に接近していった。第二次試験も難なくパスした賢一郎は、登美子との約束を無視して、康子とデートをした。やがて第三次試験も合格する。合格すること、それは社会的地位を固めることであり、康子との結婚は野心の完成であった。相変わらず登美子との情事が続いたある日、賢一郎は康子との婚約を告げるが、登美子は驚かず、逆に妊娠5か月だと知らせる。あせる賢一郎は、登美子を産婦人科に連れて行き堕胎させようとするが、医者に断わられる。不利な状況から脱出しようとする賢一郎だが、解決する術もなく2人で思い出のスキー場へ向かう。雪の中、懸命に燃えようとする2人の虚しい行為。一緒に心中しよう、と登美子が言う。雪の上を滑りながら、賢一郎は登美子の首を締める。登美子の屍体を埋めた斜面に雨が降る。
賢一郎と康子の内祝言の宴席。賢一郎は拍手の中、伯父や康子を大事にしていく、と自分の人生感を語る。賢一郎は再びフットボールの試合に出て、野性に帰った動物のように駈け廻る。その時、2人の刑事がグラウンドに近づく。賢一郎はどこへも逃げることができず、ボールを追って走り、タックルを受けて地面に叩きつけられる。その上に何人ものタックラーが重なる。ボールを抱えたまま、動かない賢一郎。

### スタッフ
以下のスタッフ名は東宝に従った。
- 監督：神代辰巳
- 製作：田中収
- 原作：石川達三
- 脚本：長谷川和彦
- 撮影：姫田真佐久
- 音楽：井上堯之
- 美術：育野重一
- 編集：山地早智子
- 録音：原島俊男

### キャスト
- 江藤賢一郎：萩原健一[2]
- 大橋登美子：桃井かおり[2]
- 田中康子：檀ふみ[2]
- 三宅浩一：河原崎建三[2]
- 北条今日子：赤座美代子[2]
- 江藤悦子：荒木道子[2]
- 田中栄介：高橋昌也[2]
- 田中君子：上月左知子[2]
- 小野精二郎：森本レオ[2]
- 小野孝子：泉晶子[2]
- 大橋幸吉：くま由真
- 大橋兼子：中島葵
- 安部教授：渥美国泰[2]
- 山本：中島久之[2]
- フットボール部監督：北浦昭義[2]
- シンナーの少女：芹明香[2]
- 部長刑事：下川辰平[2]
- 刑事：山口哲也[2]、加藤和夫[2]
- 産婦人科医：久米明[2]
- 産婦人科看護婦：歌川千恵[3]
- 試験場の老人：堀川直義[4]
- 試験場の若者：守田比呂也[4]

### 製作
"日活ロマンポルノの巨匠"神代辰巳が東宝に招かれ、ポルノ糾弾の急先鋒石川達三原作の映画を撮る、と大きな話題を呼んだ。原作はセオドア・ドライサーの代表作『アメリカの悲劇』の日本版といった古めかしい青春物。神代は「ショーケンという素材が面白いのと、『真夜中のカーボーイ』のような映画に料理できれば」と話した。また「映画は流れ作業の中では決して出来ない。現場でイメージが膨らんだものだけを撮るべき。台本の八割は現場で書き換える」などと、流れ作業の典型である東宝の映画作りを暗に批判した。同じ日活の藤田敏八が東宝で撮って冴えないように東宝は当時才能を潰す鬼門。日活の一年分の監督料が東宝の一本分とされ、待遇は雲泥の差。東宝が神代を潰すか、神代がしたたかさでチャッカリ独自の世界の映画を撮れるかが注目された。